# Timarcha melica
Timarcha melica es una especie de insecto coleóptero de la familia Chrysomelidae.
Fue descrita científicamente en 1947 por Bechyné.